# روبرت نيوكومب
روبرت نيوكومب (بالإنجليزية: Robert Newcomb)‏ (14 فبراير 1951)؛ روائي أمريكي.